# NGC 6702
NGC 6702 (другие обозначения — PGC 62395, UGC 11354, MCG 8-34-19, ZWG 255.13) — эллиптическая галактика (E) в созвездии Лира.
Этот объект входит в число перечисленных в оригинальной редакции «Нового общего каталога».
В галактике вспыхнула сверхновая SN 2002cs типа Ia, её пиковая видимая звездная величина составила 16,3.